# Marjo
Marjolène Morin (n. 2 de agosto de 1953), conocida profesionalmente como Marjo, es una cantautora quebequense.

## Biografía
Marjo nació en Montreal, Quebec. Después de cantar en dos musicales de François Guy, se unió a la banda Corbeau en 1979, dos años después de que el grupo fue iniciado por Pierre Harel.
Su carrera en solitario comenzó poco después de la disolución de Corbeau, con el tema de la canción para la película La Femme de l'hôtel, que obtuvo un premio Genie por la mejor canción original en 1985. En 1986, su álbum debut Celle qui va vendió más de 250 000 copias.

## Discografía
- 1986: Celle qui va
- 1990: Tant qu'il y aura des enfants
- 1995: Bohémienne
- 1998: Bootleg Blues
- 2001: Sans retour
- 2005: Turquesa

## Premios y reconocimientos
- 1985: Premio Genie, Mejor Canción Original para la película La femme de l'hôtel
- 1987: Premio Felix, Cantante Femenina del Año, Disco de Rock del Año y Concierto de Rock del Año.